# Герб Чорнухинського району
Герб Чорну́хинського райо́ну — офіційний символ Чорнухинського району Полтавської області, затверджений 27 серпня 2003 р. на 8 сесії Чорнухинської районної ради четвертого скликання.
Автор — А. Ґречило.

## Опис
Герб Чорнухинського району складається з таких символів.
У розділеному на червоне і чорне поля щиті — золотий хрест на підніжці із роздвоєним верхнім кінцем, срібна 6-променева зірка, срібний півмісяць.
Козацький хрест, півмісяць, зірка — традиційні знаки для козацької геральдики XVI—XVIII ст., що означають перемогу християнства над магометанством.
Золотий лапчастий хрест у синьому полі є знаком прапора Полтавської області й підкреслює адміністративне підпорядкування району.
Дві квітки (срібні геральдичні троянди із золотими осердями та листочками) означають два козацькі сотенні центри — Чорнухи і Куріньку, а також свідчить про приналежність цієї території до історичних козацьких сотень.
Роздвоєний хрест на підніжці — давній символ Чорнух, який у XVIII ст. використовувала і Чорнухинська сотенна канцелярія.
Червоний колір підкреслює козацьку традицію, а також символізує розташування тут ландшафтного заказника Червонобережжя.
Чорний колір символізує місцеві чорноземи, асоціативно вказує на назву селища.
Синій колір — стійкий, сильний, вірний, надійний (за геральдичними правилами XVIII ст. — боротьба за свободу).